# 聯合國與大眾文化
身為當今世界上最為龐大的國際組織，聯合國（或以此為藍本所設定的組織）經常以不同的面貌出現於電影、小說、漫畫乃至於電玩等娛樂媒體上，來與現實世界進行連接。

## 電影
- 在阿爾弗雷德·希區考克（Alfred Hitchcock）於1958年所指導的電影《北西北》（North by Northwest）中，有描述外交官遭到謀殺的劇情，然而由於當時聯合國方面並不希望讓外界知道自己的圍牆並不夠厚的事實，所以拒絕讓劇組人員進入大廈內攝影，不過希區考克依舊以隱藏式攝影機偷拍了聯合國大樓的內部，並讓自己的電影成為首部將聯合國融入劇情內的影片。

- 而在日本，哥吉拉電影系列當中的《哥吉拉VS機器哥吉拉》（1993年）、《哥吉拉VS太空哥吉拉》（1994年）以及《哥吉拉VS蒂斯特洛伊亞》（1995年）等影片當中，也有出現一支總部位於日本筑波，名為聯合國G對策總部的特殊作戰部隊，他們的主要目的就是對抗包括哥吉拉在內的巨大生物，並且以21世紀的人類科技製造出了機器哥吉拉以及摩蓋拉等超級作戰兵器；新世紀哥吉拉系列最後一集的《哥吉拉最後戰役》中，也有出現日本籍聯合國秘書長遭到X星人劫持的劇情。

- 2005年的《雙面翻譯》（The Interpreter）可說是當前唯一一部獲得批准在聯合國內拍攝的電影，內容描述由妮可·基曼飾演的女翻譯員意外捲入一場刺殺辛巴威元首的謀殺案中，這部電影甚至獲得時任聯合國秘書長科菲·安南的肯定，認為導演與演員們深刻且真實的反映出聯合國大廈內複雜的工作環境。

- 漫威電影宇宙：總部位於奧地利維也納
  - 美國隊長3：英雄內戰（Captain America: Civil War，2015年）：在舉辦研討會上突然發生爆炸襲擊，造成瓦干達國王帝查卡（英语：T'Chaka）的死亡。
  - 黑豹（Black Panther，2017年）：片尾出現（帝查拉在羅斯協助之下召開會議，揭露瓦干達的實力並將王國正式對外開放。）

- 2023年中國電影《流浪地球2》：總部位於美國紐約，为应对2078年太陽氦閃危機，因此改组为联合政府（United Earth Government，简称UEG），並提出数十种危机计划。

除此之外在《緊急動員》（The Siege）、《黑鷹計畫》（The Blackhawk Down）、《盧安達飯店》（Hotel Rwanda）與《血鑽》（Blood Diamond）等反應恐怖主義、非洲內亂以及種族衝突的電影中，也都有出現聯合國維和部隊或著聯合國世界糧食計畫組織成員的身影，而這些影片也大多真實的反映了聯合國在處理各場災禍問題中束手無策的尷尬局面，甚至還有聯合國總部遭受恐怖份子自殺攻擊的真實畫面呈現。

## 電視
- 涉及宗教議題的《末日迷蹤》（Left Behind）就描述了來自羅馬尼亞的政客賈龍如何通過魅力與權術取得聯合國秘書長的職位，進而展開一系列與上帝對抗，進而展開迫害猶太人與基督徒的行為，內容也涉及到了許多現實世界所面臨到的許多問題。

- 劇集《黑名单》當中，主角「紅魔」曾在聯合國總部大廈一起恐怖攻擊未遂事件中，潛入大會大廳，進行了一場慷慨激昂的「演講」（第6季第2集內容）。

## 電腦與電動玩具
- 在網路遊戲《Jennifer Government: NationStates》當中，玩家可以選擇讓自己所創建的國家加入聯合國，並且在網路論壇上究政治議題與其他網友進行辯論好以制定聯合國的新政策。

- 由世嘉公司（SEGA）所推出的大型機台光槍射擊遊戲《魅影小隊》（Ghost Squad）和其續作《幽靈特警》（Operation Ghost）當中，玩家所扮演的角色是一支聯合國組織轄下，命名為Ghosts的特種作戰部隊。

- 遊戲《最後一戰》系列當中，代表人類的組織名稱為聯合國宇宙司令部（The United Nations Space Command）。

- 在EA的《終極動員令》以及《指揮與征服：泰伯倫之日》（Command & Conquer: Tiberian Sun）之中，聯合國全球防衛聯盟（United Nations Global Defense Initiative）是玩家可以選擇扮演的主要陣營之一。

- PS2的《Zone of the Enders》系列當中，有聯合國宇宙軍（United Nations Space Force）的作戰單位。

- 第一人稱射擊遊戲《Deus Ex》中，玩家扮演聯合國反恐聯合組織（United Nations Anti-Terrorist Coalition）的探員JC Denton。

- 電腦戰略遊戲《文明帝國》，也可建設聯合國這類的國際組織，可以觸發本國在國際社會上的外交勝利。

- 《潛龍諜影4》當中，傭兵主角Solid Snake便是負責執行聯合國所安排的作戰任務。

- 背景設定於平行世界的空戰遊戲《空戰奇兵Zero》（Ace Combat Zero）中，名為國家大會（Assembly of Nations）其實就是現實世界中的聯合國。

- 在EA的《終極動員令：將軍》（Command & Conquer: Generals）之中，美國收到的空投物資印有聯合國簡稱（UN）。

## 漫畫與動畫
- 日本科幻戰爭動畫超時空要塞中的地球統合政府，英文名稱為UN SPACY，正式翻譯應該為聯合國宇宙軍。

- 機動戰士鋼彈0080；口袋裡的戰爭系列中，地球聯邦軍的英文名稱為U.N.T SPACY，其中U.N.T三字為United Nations Troops的縮寫，因此也可以翻譯為聯合國軍。

- 動畫新世紀福音戰士內也有一支作戰規模龐大的單位NERV，由聯合國管轄，主要目的是與使徒作戰，並擁有一支強大的正規武裝，與現實中的聯合國維和部隊有很大的不同。

- 日本漫畫家川口開治的作品《沉默的艦隊》（沈黙の艦隊），男主角海江田四郎擔任核動力潛艦大和號的艦長，在擊退美國海軍艦隊後，順利進入紐約市並上岸進入聯合國總部參與聯合國大會。